# Lichtenfels
Lichtenfels (pronunciación en alemán: /ˈlɪçtn̩ˌfɛls/ⓘ) es una ciudad situada en el distrito de Lichtenfels, en el estado de Baviera, Alemania. Tiene una población estimada, a inicios de septiembre de 2024, de 20 500 habitantes.
Está ubicada a orillas del río Meno.
La ciudad no solo debe su existencia a su ubicación geográficamente favorable, en el cruce de importantes rutas comerciales, sino también a su importancia como centro de transporte. Lichtenfels adquirió su condición de ciudad ferroviaria entre fines del siglo XIX y la primera mitad del siglo XX. En el siglo XIX, las buenas conexiones de transporte permitieron un rápido florecimiento del comercio de cestería, actividad que se desarrollaba en los pueblos de los alrededores.